# Stephen Peter Wright
Stephen Peter Wright (Clacton-on-Sea, 16 giugno 1959) è un ex calciatore britannico, di ruolo difensore.

## Carriera
Con l'HJK Helsinki ha giocato 4 partite nella Coppa dei Campioni 1982-1983. Ha giocato in Finlandia anche con il Lappfjärds BK, spendendo la quasi totalità dalla carriera dalla terza serie del campionato inglese in giù.